# タモリのTOKYO坂道美学入門
『タモリのTOKYO坂道美学入門』（タモリのとうきょうさかみちびがくにゅうもん）は、2004年（平成16年）に日本の講談社から発行された書籍で、お笑いタレントのタモリが執筆と写真を担当した。
東京23区内に数ある坂道の中から、タモリが下記の観点で三十数箇所を選び出し、解説している。
本文の加筆・修正などが行われた『新訂版』が、2011年に発行された。

## 概要
講談社が発行していた情報誌「TOKYO★1週間」にタモリが連載していた（2003年4月15日発売号 - 2004年9月14日発売号）記事の単行本である。
本書では、タモリが自ら撮影した坂道の写真のほか、名前の由来やタモリが体験したエピソード、その坂道の周辺にある旧跡や飲食店などを紹介している。

## 坂道の観点
本書「まえがき」でタモリは、「私の坂道鑑賞ポイント」として次の4点を挙げている。
1. 勾配の具合
2. 湾曲のしかた
3. まわりに江戸の風情をかもしだすものがある
4. 名前に由来、由緒がある

## 紹介されている坂道

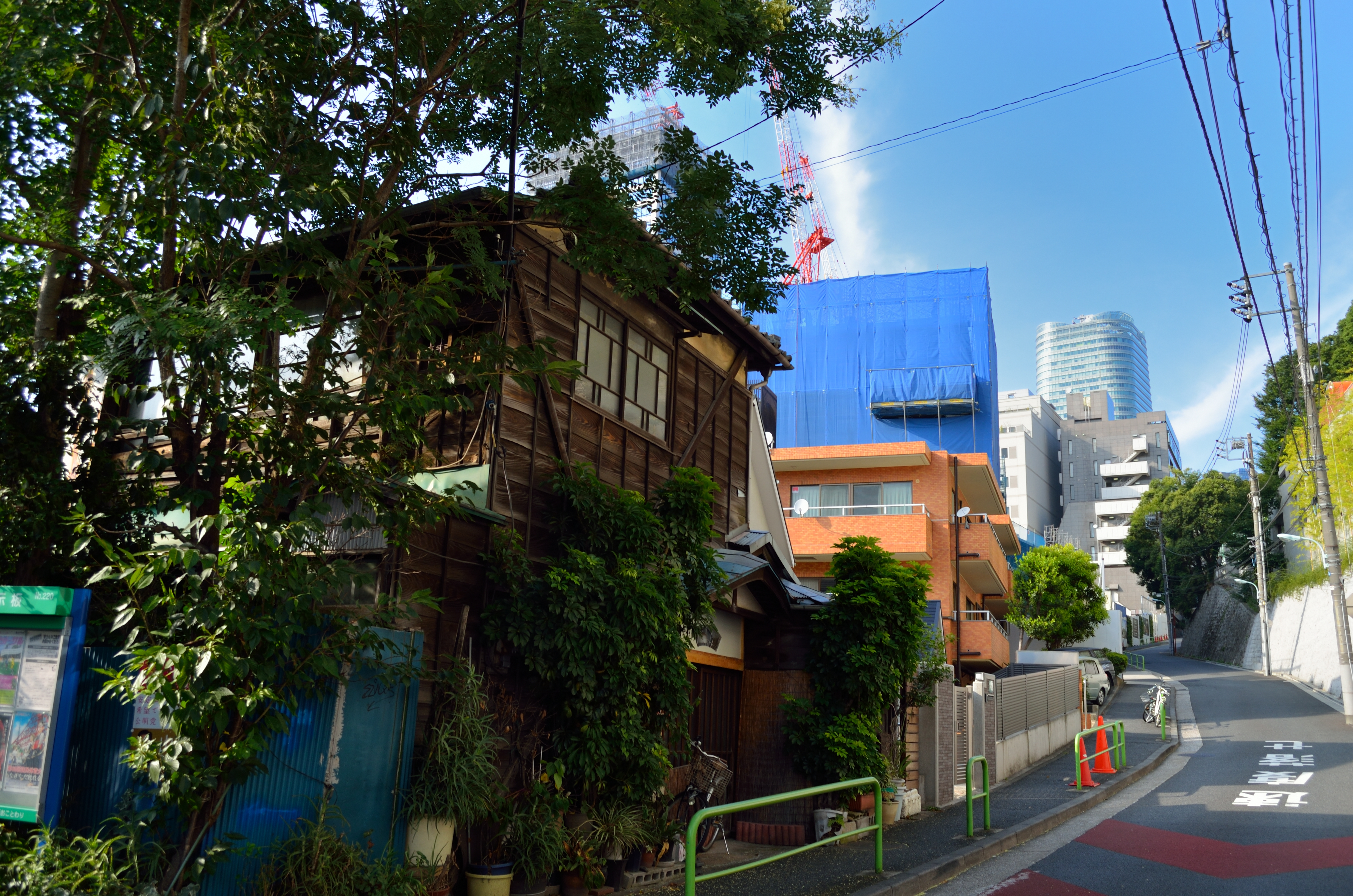
狸穴坂（2013年8月）

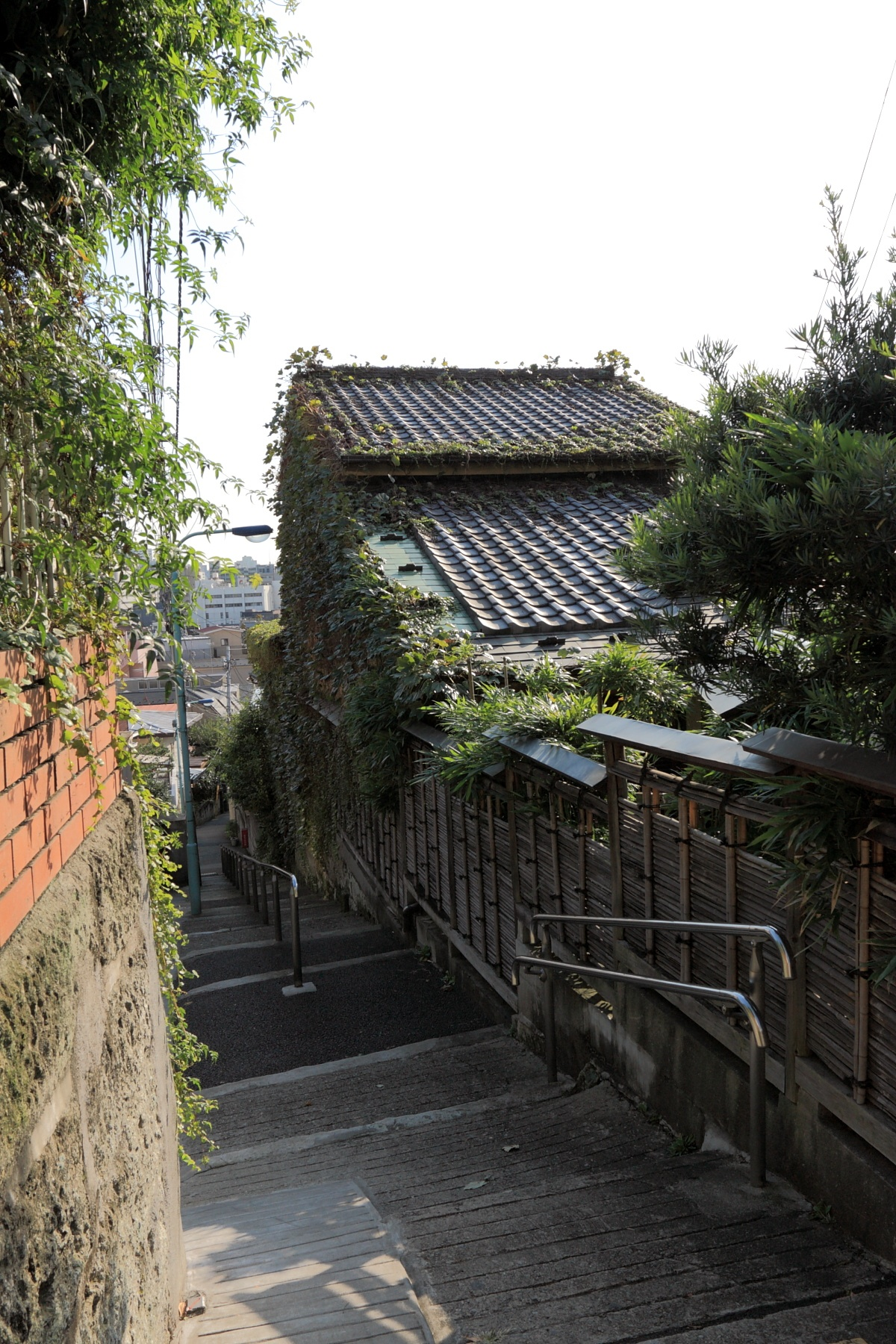
日無坂（2009年10月）

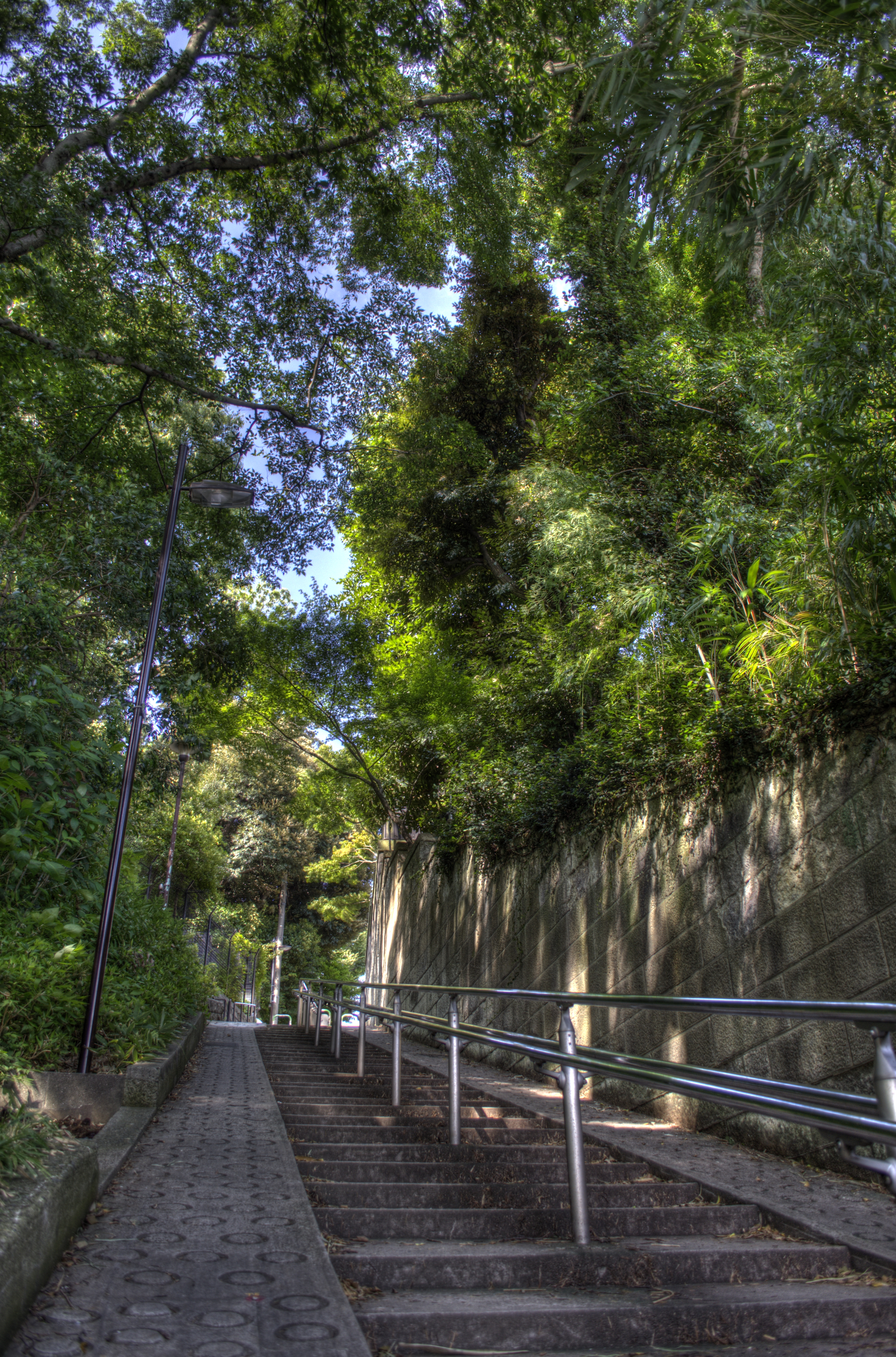
胸突坂（2014年8月）

- 港区
  - 三分坂
  - 霊南坂
  - 南部坂
  - 本氷川坂
  - 道源寺坂
  - 狸穴坂
  - 鳥居坂
  - 暗闇坂
  - 狸坂
  - 綱坂
  - 青木坂
  - 三光坂
  - 桂坂
- 渋谷区
  - ネッコ坂
- 文京区
  - 大給坂
  - 湯立坂
  - 福山坂
  - 日無坂
  - 鼠坂
  - 善光寺坂
  - 胸突坂
  - 鐙坂
- 目黒区
  - 相ノ坂
  - 目切坂
  - 別所坂
  - なべころ坂
  - 行人坂
  - 寺郷坂
- 新宿区
  - 霞坂
  - 梯子坂
  - 新坂
  - 鮫河橋坂
- 大田区
  - おいはぎ坂
  - 桜坂
- 荒川区
  - 富士見坂
- 台東区
  - 三浦坂
- 千代田区
  - 紀尾井坂

## スタッフ
以下は2004年発行版の情報。
- 文・写真：タモリ
- 装丁：門田耕侍
- 構成：萩原はるな（フリーライター）
- 撮影（メインカット以外）：種市幸治、講談社写真部
- イラストマップ：水野裕子
- マップ：現代企画社
- 江戸古地図：人文社
- 協力：山野勝、佐々木泰（講談社）